# Колесник, Василий Артёмович
Коле́сник Васи́лий Артёмович (5 июля 1914 — 2 мая 1996) — Герой Советского Союза. Командир эскадрильи 88-го истребительного авиационного полка 216-й истребительной авиационной дивизии 4-й воздушной армии Северо-Кавказского фронта во время Великой Отечественной войны, генерал-лейтенант авиации.

## Биография
Родился 5 июля 1914 года в селе Петровка Красноградского района Харьковской области. В 1939 году окончил Чугуевскую военную авиационную школу лётчиков, в 1940 году — курсы командиров звеньев при Кировабадской военной авиационной школе лётчиков.
Участник Великой Отечественной войны с июня 1941 года. К июню 1943 года совершил 462 боевых вылета, в 106 воздушных боях сбил лично 8 и в группе 3 самолёта.
Указом Президиума Верховного Совета СССР от 24 августа 1943 года Колеснику присвоено звание Героя Советского Союза. За время войны совершил 585 боевых вылетов, в воздушных боях сбил лично 8 и в составе группы 13 самолётов.

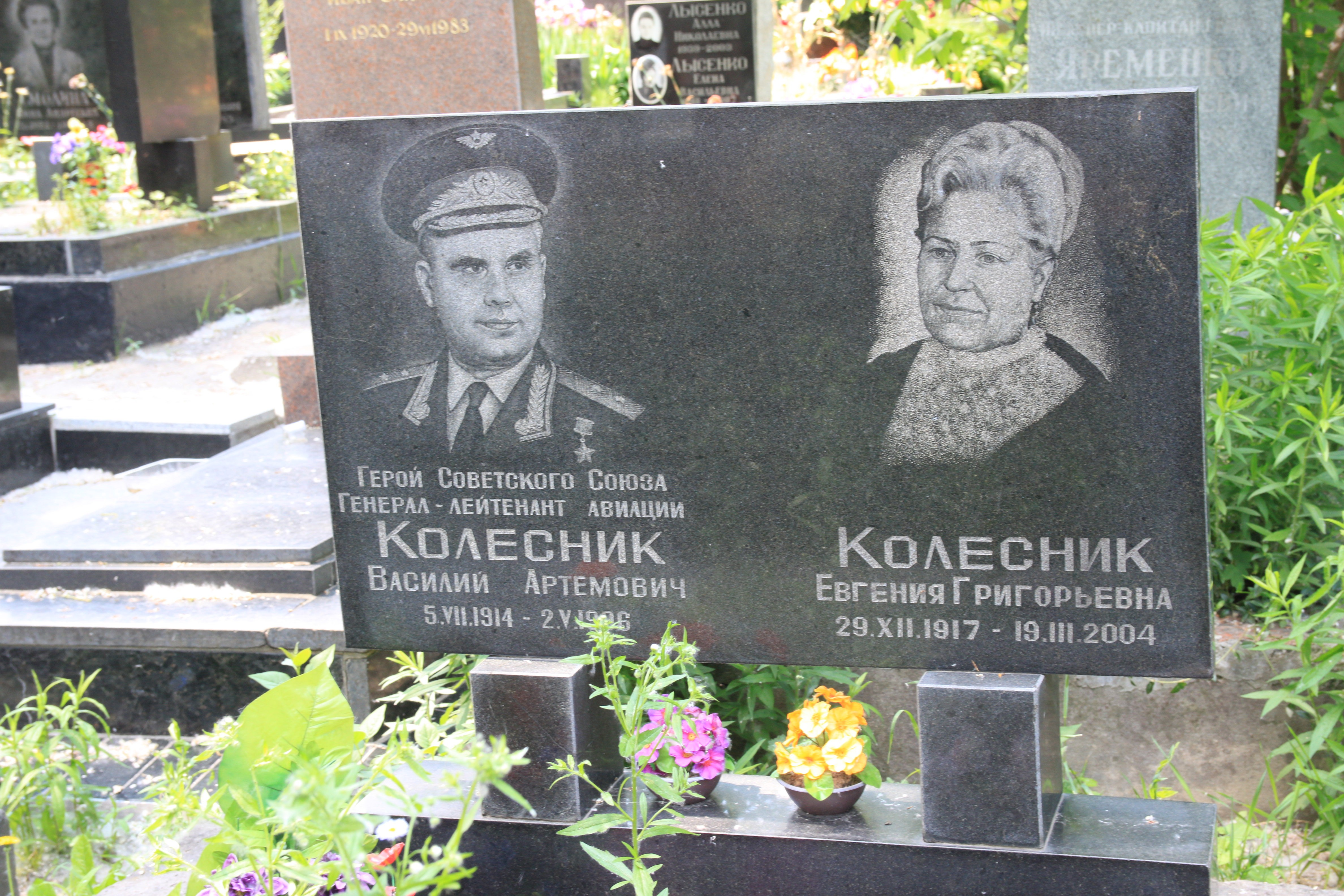
Могила Колесника на Лукьяновском военном кладбище Киева.

После войны продолжал командовать полком (Белорусский военный округ). В 1950 году окончил Курсы усовершенствования командного состава при Военно-воздушной академии (Монино). Командовал дивизией, корпусом. В 1953—1954 годах — заместитель командующего 54-й воздушной армии по ПВО (на Дальнем Востоке). В 1956 году окончил Военную академию Генерального штаба. В 1956—1958 годах — заместитель командующего по ПВО, в 1958—1960 годах — 1-й заместитель командующего 48-й воздушной армии (Одесский военный округ). С декабря 1960 по апрель 1964 года командовал 69-й воздушной армией (Киевский военный округ). В 1964—1968 годах — командующий ВВС Киевского военного округа. С февраля по апрель 1968 года вновь командовал 69-й воздушной армией. В 1968—1973 годах — начальник штаба — 1-й заместитель командующего 69-й (с марта 1972 года — 17-й) воздушной армией. С мая 1973 года генерал-лейтенант авиации В. А. Колесник — в запасе. Жил в Киеве.
Генерал — лейтенант авиации Колесник был депутатом Верховного Совета УССР и кандидатом в члены ЦК КПСС Украины. Василий Артёмович был делегатом XXIII съезда КПСС, XXII, XXIII и XXIV съездов Компартии Украины.
Умер 2 мая 1996 года. Похоронен в Киеве на Лукьяновском военном кладбище.

## Награды
- Награждён двумя орденами Ленина, четырьмя орденами Красного Знамени, орденом Александра Невского, орденом Отечественной войны 1-й степени, орденом Красной Звезды, медалями, иностранными наградами.